# Bajestan
Bajestān (farsi بجستان) è il capoluogo dello shahrestān di Bajestan, circoscrizione Centrale, nella provincia del Razavi Khorasan in Iran. Aveva, nel 2006, una popolazione di 11.136 abitanti. I più importanti prodotti del luogo sono lo zafferano e i melograni.